# Stonewall-Angriff
|   | a | b | c | d | e | f | g | h |   |
| 8 |   |   |   |   |   |   |   |   | 8 |
| 7 |   |   |   |   |   |   |   |   | 7 |
| 6 |   |   |   |   |   |   |   |   | 6 |
| 5 |   |   |   |   |   |   |   |   | 5 |
| 4 |   |   |   |   |   |   |   |   | 4 |
| 3 |   |   |   |   |   |   |   |   | 3 |
| 2 |   |   |   |   |   |   |   |   | 2 |
| 1 |   |   |   |   |   |   |   |   | 1 |
|   | a | b | c | d | e | f | g | h |   |

Charakteristische Stellung des Stonewall-Angriffs nach 6. Sg1–f3
Mit dem Stonewall-Angriff bezeichnet man im Schachspiel einen bestimmten weißen Figurenaufbau in der Eröffnung. In den ECO-Codes ist er unter dem Schlüssel D00 klassifiziert.
Charakteristisch für dieses System ist vor allem die weiße Bauernkette c3–d4–e3–f4, der “Stonewall” (deutsch: „Steinwall“).
Der weiße Stonewall lehnt sich an die gleichnamige Variante für den Schwarzen in der Holländischen Verteidigung an. Der Weiße strebt ihn im Damenbauernspiel an, zum Beispiel über die Zugfolge
1. d2–d4 d7–d5 2. e2–e3 Sg8–f6 3. Lf1–d3 e7–e6 4. f2–f4 bzw. 3. … c7–c5 4. c2–c3 Sb8–c6 5. f2–f4
Das Anzugstempo des Weißen kann sich bei der Analogie zum angenommenen Damengambit 2. … c7–c5 3. c2–c3 Sb8–c6 4. d4xc5 e7–e6 5. b2–b4 a7–a5 6. Lf1–b5 bemerkbar machen.
Die geschickteste Abwehr des Schwarzen ist 2. e2–e3 Sg8–f6 3. Lf1–d3 Sb8–c6. Den Vorstoß e7–e5 kann das planmäßige 4. f2–f4 verhindern. Doch dann wird der optimal platzierte Ld3 durch 4. … Sc6–b4 abgedrängt oder nach 5. Lc1–d2 abgetauscht.
Möglich ist der Übergang in den Stonewall-Angriff auch aus der Bird-Eröffnung (1. f2–f4) heraus.
Für die Bewertung der weißen Stellung gelten prinzipiell dieselben Kriterien wie bei der Holländischen Verteidigung: Weiß bemüht sich um die Kontrolle des Zentralfeldes e5, schwächt dabei gleichzeitig das Feld e4, das nicht mehr durch eigene Bauern kontrolliert werden kann. Der Läufer auf c1 wird durch die weißen Zentrumsbauern eingeschränkt („schlechter Läufer“), kann aber manchmal unter Tempoverlust via d2 und e1 nach h4 überführt werden.
Die Bauernformation ist aufgrund ihrer schwer erreichbaren Basispunkte b2 und e3 solide. Schwarz sollte sich um den Abtausch des „guten“ Ld3 bemühen.
Der Stonewall-Angriff galt Mitte der 1990er Jahre als geeignetes Mittel, um gegen Schachcomputer zu bestehen. Diese verriegelten mittels c5–c4 (mit Angriff auf den weißen Läufer) das Zentrum, rochierten kurz und gerieten nach g2–g4–g5 und Dh5 in einen starken Königsangriff.